# High, Wide and Handsome
High, Wide and Handsome és una pel·lícula musical estatunidenca de 1937 protagonitzada per Irene Dunne, Randolph Scott, Alan Hale, Sr., Charles Bickford  i Dorothy Lamour. La pel·lícula va ser dirigida per Rouben Mamoulian, i escrita per Oscar Hammerstein II i George O'Neil, amb lletra de Hammerstein i música de Jerome Kern. Va ser llançat per Paramount Pictures.

## Trama
El 1859, Doc Watterson porta el seu espectacle de medicina itinerant a Titusville (Pennsilvània). (En una picada d'ullet deliberada al musical clàssic de Kern i Hammerstein Show Boat, que s'havia filmat amb Irene Dunne l'any anterior, és protagonitzada per Irene Dunne com la filla de Doc Watterson, Sally, amb Doc en el paper de Dunne, el pare del personatge de Show Boat, el capità Andy. A més, Dorothy Lamour canta una cançó, igual que Helen Morgan va fer a Show Boat.) Quan el vagó del programa de medicina s'encén accidentalment en flames, la senyora Cortlandt i el seu net Peter conviden els Watterson i el seu fals indi, Mac, a quedar-se amb ells. Peter i Sally s'enamoren.
El magnat del ferrocarril Walt Brennan vol fer-se càrrec de la terra de diversos agricultors perforant petroli, liderats per Peter Cortlandt. Brennan vol utilitzar el terreny per construir un ferrocarril. La gent del poble bloquegen el pla, ajudats per un ramat d'elefants de circ, i construeixen el seu propi oleoducte.

## Repartiment
- Irene Dunne com a Sally Watterson
- Randolph Scott com a Peter Cortlandt
- Dorothy Lamour com a Molly Fuller
- Elizabeth Patterson com a àvia Cortlandt
- Raymond Walburn com a Doc Watterson
- Charles Bickford com a Red Scanlon
- Akim Tamiroff com a Joe Varese
- Ben Blue com a Zeke
- William Frawley com a Mac
- Alan Hale, Sr. com a Walt Brennan
- Irving Pichel com el Sr. Stark
- Stanley Andrews com a Lem Moulton
- James Burke com a Stackpole
- Roger Imhof com a Pop Bowers
- Lucien Littlefield com el Sr. Lippincott

## Música
La pel·lícula inclou la cançó clàssica de Kern-Hammerstein "Can I Forget You?", així com "The Folks Who Live On the Hill". El director Mamoulian va assegurar (amb l'ajuda de Kern i Hammerstein) que la majoria de les cançons estiguessin fermament integrades a la trama de la pel·lícula i avançaven la història.

## Recepció
Frank S. Nugent de The New York Times va escriure: "Un espectacle ricament produït, espectacular i melodiós, es mou fàcilment a les files dels millors de la temporada i probablement és tan un bon entreteniment complet com és probable que trobarem a Broadway aquest estiu". Variety va informar que tenia "massa hokum de Hollywood" i que "tromba a mesura que avança, i es mou en un melodramàtic caos de cops de puny, vilania i calavera ques fa olor de l'escola de cinema de sèrie". Harrison's Reports la va considerar "molt bon entreteniment de masses" amb una música "deliciosa", però una història que era "molt feble". Russell Maloney de The New Yorker va escriure: "El maneig de la història per part de Mamoulian deixa alguna cosa a desitjar (està força preocupat per les flors de pomer i els vessants), però el general l'efecte de la imatge és agradable".
Escrivint per Night and Day el 1937, Graham Greene va donar a la pel·lícula una mala ressenya, caracteritzant-la com "dues hores de [una] llarga, muda i trista pel·lícula". Greene assenyala que l'estètica de Hollywood del director Mamoulian estableix una escena poc realista i, per tant, improbable.
La pel·lícula no va ser un èxit quan es va estrenar, en part perquè es va mostrar en format roadshow, la qual cosa va fer que perdés més diners dels que normalment hauria.